# کیتلین لورنز
کیتلین لورنز (به انگلیسی: Caitlin Leverenz) (زادهٔ ۲۶ فوریهٔ ۱۹۹۱) شناگر اهل ایالات متحده آمریکا است.